# Mesophadnus formosanus
Mesophadnus formosanus är en stekelart som först beskrevs av Tohru Uchida 1928.  Mesophadnus formosanus ingår i släktet Mesophadnus och familjen brokparasitsteklar. Utöver nominatformen finns också underarten M. f. effigiops.